# Турнеја Британских и Ирских Лавова по Аргентини 1910.
Турнеја Британских и Ирских Лавова по Аргентини 1910. (службени назив:1910 British Lions tour to Argentina) је била турнеја острвског рагби дрим тима по Аргентини 1910. Ово је било први пут у историји, да су најбољи рагбисти Велике Британије, посетили Јужну Америку. Комбиновани тим Енглеза и Шкота је на овој турнеји одиграо 6 утакмица и забележио 6 победа. Тест меч између Британаца и "Пума", био је уједно и први званични меч који је рагби репрезентација Аргентине одиграла у историји. Та утакмица је одиграна 12.6.1910.

## Тим
Стручни штаб
- Тренер Стенли

Играчи
- Џон Рафаел, капитен
- Александар Палмер
- Бери Бенетс
- Ентони Готли
- Харолд Монкс
- Хорас Вард
- Холмвуд
- Вилијам Фрејзер
- Едвард Фулер
- Џон Ешби
- Роберт Ведел
- Хенри Фрејзер
- Волтер Хантигфорд
- Робин Харисон
- Вејли Странач
- Стенли Смит
- Мартин Твид
- Перси Дигл
- Питер Стренџ
- Милнес
- Хенри Вајтхед

## Утакмице
| Утак. | Тим                    | Резултат | Тим    |
| ----- | ---------------------- | -------- | ------ |
| 1.    | Олимпикос Аргентина А  | 13:17    | Лавови |
| 2.    | Белграно               | 0:58     | Лавови |
| 3.    | Аргентина Б            | 5:39     | Лавови |
| 4.    | Буенос Ајрес           | 0:28     | Лавови |
| 5.    | Аргентина              | 3:28     | Лавови |
| 6.    | Староседеоци Аргентине | 10:41    | Лавови |

### Генерални учинак
| Одиграно утакмица | Победа Лавова | Нерешено | Пораз Лавова |
| ----------------- | ------------- | -------- | ------------ |
| 6                 | 6             | 0        | 0            |

| Победник турнеје 1910.         |
| ------------------------------ |
| Британски и ирски лавови (1-0) |

## Статистика
Највише поена против Аргентине
Харолд Монкс 10 поена